# Super Cash Me
Pour plus de détails, voir Fiche technique et Distribution.
Super Cash Me (POM Wonderful Presents: The Greatest Movie Ever Sold) est un film documentaire américain réalisé par Morgan Spurlock sorti en 2011

## Synopsis
Super Cash Me est un film documentaire qui explique le fonctionnement des marques et du placement de produit dans les films entièrement financés par le placement de produit. Il montre notamment les démarches entreprises par le réalisateur pour obtenir des sponsors, ainsi que la mise en place de la publicité pour le documentaire.

## Fiche technique
- Titre original : The Greatest Movie Ever Sold
- Titre français : Super Cash Me
- Réalisation : Morgan Spurlock
- Scénario : Morgan Spurlock ; Jeremy Chilnick
- Musique :
- Société de production :
- Société de distribution :
- Pays d'origine :  États-Unis
- Lieu de tournage : États-Unis
- Langue originale : anglais
- Genre : documentaire
- Durée : 1 h 30
- Budget : 1,5 million de dollars
- Dates de sortie :
  - États-Unis : 22 avril 2011
  - France : 2 mai 2012 (vidéo)

## Distribution
- Morgan Spurlock : lui-même
- Big Boi : membre du groupe de musique Outkast
- Brett Ratner : réalisateur et producteur
- Damian Kulash : membre du groupe de musique OK Go
- Donald Trump : milliardaire
- Gilberto Kassab : maire de São Paulo
- J. J. Abrams : scénariste
- Jimmy Kimmel : animateur de télévision
- L.A. Reid : producteur
- Noam Chomsky : lui-même, professeur au MIT
- Peter Berg : réalisateur
- Quentin Tarantino : réalisateur
- Ralph Nader : avocat et homme politique